# Tenisz a 2017. évi nyári európai ifjúsági olimpiai fesztiválon
A 2017. évi nyári európai ifjúsági olimpiai fesztivál tenisz versenyszámait Győrben, július 24. és 29. között rendezték meg. A versenyek helyszíne az Olimpiai Sportpark Teniszcentruma volt.

## Összesített éremtáblázat
| A 2017. évi nyári európai ifjúsági olimpiai fesztivál összesített éremtáblázata teniszben | A 2017. évi nyári európai ifjúsági olimpiai fesztivál összesített éremtáblázata teniszben | A 2017. évi nyári európai ifjúsági olimpiai fesztivál összesített éremtáblázata teniszben | A 2017. évi nyári európai ifjúsági olimpiai fesztivál összesített éremtáblázata teniszben | A 2017. évi nyári európai ifjúsági olimpiai fesztivál összesített éremtáblázata teniszben | Olimpia  |
| ----------------------------------------------------------------------------------------- | ----------------------------------------------------------------------------------------- | ----------------------------------------------------------------------------------------- | ----------------------------------------------------------------------------------------- | ----------------------------------------------------------------------------------------- | -------- |
|                                                                                           | Ország                                                                                    | Arany                                                                                     | Ezüst                                                                                     | Bronz                                                                                     | Összesen |
| 1.                                                                                        | Olaszország                                                                               | 2                                                                                         | 0                                                                                         | 0                                                                                         | 2        |
| 2.                                                                                        | Oroszország                                                                               | 1                                                                                         | 2                                                                                         | 0                                                                                         | 3        |
| 3.                                                                                        | Dánia                                                                                     | 1                                                                                         | 0                                                                                         | 0                                                                                         | 1        |
| 4.                                                                                        | Románia                                                                                   | 0                                                                                         | 1                                                                                         | 0                                                                                         | 1        |
|                                                                                           | Szlovénia                                                                                 | 0                                                                                         | 1                                                                                         | 0                                                                                         | 1        |
| 6.                                                                                        | Lengyelország                                                                             | 0                                                                                         | 0                                                                                         | 2                                                                                         | 2        |
| 7.                                                                                        | Ausztria                                                                                  | 0                                                                                         | 0                                                                                         | 1                                                                                         | 1        |
|                                                                                           | Észtország                                                                                | 0                                                                                         | 0                                                                                         | 1                                                                                         | 1        |
|                                                                                           |                                                                                           |                                                                                           |                                                                                           |                                                                                           |          |
| Összesen                                                                                  | Összesen                                                                                  | 4                                                                                         | 4                                                                                         | 4                                                                                         | 12       |

## Eseménynaptár
| Dátum       | Július 24 | Július 25 | Július 26 | Július 27    | Július 28 | Július 29           |
| Nap         | Hétfő     | Kedd      | Szerda    | Csütörtök    | Péntek    | Szombat             |
| Kezdés      | 09:00     | 09:00     | 09:00     | 10:00        | 10:00     | 10:00               |
| ----------- | --------- | --------- | --------- | ------------ | --------- | ------------------- |
| Férfi egyes | 1. kör    | 2. kör    | 3. kör    | Negyeddöntők | Elődöntők | Bronzmérkőzés Döntő |
| Női egyes   | 1. kör    | 2. kör    | 3. kör    | Negyeddöntők | Elődöntők | Bronzmérkőzés Döntő |
| Férfi páros | —         | 1. kör    | 2. kör    | Negyeddöntők | Elődöntők | Bronzmérkőzés Döntő |
| Női páros   | —         | 1. kör    | 2. kör    | Negyeddöntők | Elődöntők | Bronzmérkőzés Döntő |

## Érmesek

### Férfi
| A 2017. évi nyári európai ifjúsági olimpiai fesztivál érmesei férfi teniszben |                                                |                                                |                                                |
| Versenyszám                                                                   | Arany                                          | Ezüst                                          | Bronz                                          |
| Egyes                                                                         | Olaszország Lorenzo Rottoli                    | Románia Nicolas David Ionel                    | Lengyelország Dawid Taczala                    |
| Páros                                                                         | Olaszország · Flavio Cobolli · Lorenzo Rottoli | Oroszország · Egor Agafonov · Alibek Kachmazov | Lengyelország · Mikolaj Lorens · Dawid Taczala |

### Női
| A 2017. évi nyári európai ifjúsági olimpiai fesztivál érmesei férfi teniszben |                                                 |                                       |                                         |
| Versenyszám                                                                   | Arany                                           | Ezüst                                 | Bronz                                   |
| Egyes                                                                         | Dánia Clara Tauson                              | Oroszország A. Sayfetdinova           | Ausztria Sinja Viola Kraus              |
| Páros                                                                         | Oroszország · Elina Avanesyan · A. Sayfetdinova | Szlovénia · Ziva Falkner · Pia Lovnic | Észtország · Carol Plakk · Katriin Saar |

## A magyar részvétel
Magyarországot a lányok között Drahota-Szabó Dorka és Jánosi Luca, a fiúk között Fajta Péter és Velcz Zsombor egyéniben és párosban képviselte az eseményen. Egyéniben Fajta Péter és Drahota-Szabó Dorka a második körben, Velcz Zsombor a harmadik körben szenvedett vereséget, és kiesett a további versenyből. A legjobb eredményt a lányok között Jánosi Luca érte el, aki a negyeddöntőig jutott, és ott a későbbi tornagyőztes dán Clara Tauson ütötte el a továbbjutástól. A lány párosok versenyén a Drahota-Szabó–Jánosi kettős a második körben esett ki, míg a fiúk között a Fajta–Velcz kettős a negyeddöntőben szenvedett vereséget a későbbi döntős orosz Agafonov-Kachmazov párostól.